# Kabinett Kobachidse I
Das Kabinett Kobachidse I bildete vom 8. Februar 2024 bis zum 28. November 2024 die Regierung von Georgien.

## Kabinettsmitglieder
| Amt                                                                                          | Bild | Name                                   | Partei            |
| -------------------------------------------------------------------------------------------- | ---- | -------------------------------------- | ----------------- |
| Premierminister                                                                              |      | Irakli Kobachidse                      | Georgischer Traum |
| Erster stellvertretender Premierminister Minister für Wirtschaft und nachhaltige Entwicklung |      | Levan Davitashvili                     | Georgischer Traum |
| Stellvertretender Premierminister Minister für Kultur, Sport und Jugend                      |      | Tea Tsulukiani                         | Georgischer Traum |
| Stellvertretender Premierminister Verteidigungsminister                                      |      | Irakli Chikovani                       | Georgischer Traum |
| Finanzminister                                                                               |      | Lasha Khutsishvili                     | Georgischer Traum |
| Minister für Binnenvertriebene aus besetzten Gebieten, Arbeit, Gesundheit und Sozialschutz   |      | Zurab Azarashvili (bis 1. März 2024)   | Georgischer Traum |
| Minister für Binnenvertriebene aus besetzten Gebieten, Arbeit, Gesundheit und Sozialschutz   |      | Mikheil Sarjveladze (ab 11. März 2024) | Georgischer Traum |
| Innenminister                                                                                |      | Vakhtang Gomelauri                     | Georgischer Traum |
| Justizminister                                                                               |      | Rati Bregadze                          | Georgischer Traum |
| Außenminister                                                                                |      | Ilia Darchiashvili                     | Georgischer Traum |
| Minister für Bildung, Wissenschaft und Jugend                                                |      | Giorgi Amilakhvari                     | Georgischer Traum |
| Minister für Umweltschutz und Landwirtschaft                                                 |      | Otar Shamugia                          | Georgischer Traum |
| Minister für regionale Entwicklung und Infrastruktur                                         |      | Irakli Karseladze                      | Georgischer Traum |
| Staatsministerin für Versöhnung und bürgerliche Gleichstellung                               |      | Tea Akhvlediani                        | Georgischer Traum |